# Pietje Bell 2: Polowanie na koronę carów
Pietje Bell 2: Polowanie na koronę carów – holenderski  film familijny z 2003 roku w reżyserii Marii Peters. Film powstał na podstawie książki Chrisa van Abkoude i jest kontynuacją filmu Pietje Bell.

## Opis fabuły
W poprzedniej części Jan Lampe – ojciec Piegusa oraz magnat prasowy Stark, zostali aresztowani za popełnienie przestępstwa na pokładzie sterowca Zeppelin i teraz odsiadują wyrok w tym samym więzieniu, a sam Piegus nie chce utrzymywać kontaktu ze swoim ojcem ani o nim słyszeć. Pietje Bell pełni rolę mediatora w naprawieniu stosunków między Piegusem a jego ojcem. Również on sam w wyniku pomówień ze strony Jozefa i jego ojca trafił na krótko do tego więzienia, lecz wkrótce uciekł, później został oczyszczony z zarzutów.
Paul Velinga chce poślubić Marthę, lecz w wyniku intrygi Starka, na krótko przed planowanym ślubem, zostaje zwabiony na pokład statku do USA. Planuje powrócić z Ameryki przed datą ślubu. Niestety zostaje porwany przez ludzi Starka i bez wyroku osadzony w tym samym więzieniu, co on oraz Jan.
Stark ucieka z więzienia wraz ze swoimi kompanami i chce ukraść drogocenną koronę carów. Pietje wraz z Piegusem i innymi przyjaciółmi udaremniają im to. Z pomocą przychodzi im również Jan, który także uciekł z więzienia.

## Obsada
- Quinten Schram – Pietje Bell
- Frensch de Groot – Piegus
- Felix Strategier – ojciec Pietjego
- Angela Groothuizen – matka Pietjego
- Katja Herbers – Martha Bell, siostra Pietjego, nauczycielka
- Roef Ragas – Jan Lampe, ojciec Piegusa
- Rick Engelkes(inne języki) – Paul Velinga, dziennikarz
- Stijn Westenend – Jozef Geelman, nauczyciel
- Arjan Ederveen – sklepikarz, ojciec Jozefa Geelmana
- Marjan Luif – ciotka Cato
- Serge Price – Kees